# Муйинга (провинция)
Муйинга (рунди Muyinga) — одна из 18 провинций Бурунди. Находится на северо-востоке страны. Площадь — 1836 км², население 632 409 человек.
Административный центр — город Муйинга.

## География
На северо-западе граничит с провинцией Кирундо, на западе — с провинцией Нгози, на юго-западе — с провинцией Карузи, на юго-востоке — с провинцией Чанкузо, на востоке проходит государственная граница с Танзанией, на севере с Руандой.

## Административное деление
Муйинга делится на 7 коммун:
- Buhinyuza
- Butihinda
- Gashoho
- Gasorwe
- Giteranyi
- Muyinga
- Mwakiro